# Рашсилвејнија (Охајо)
Рашсилвејнија (енгл. Rushsylvania) град је у америчкој савезној држави Охајо.

## Демографија
По попису из 2010. године број становника је 516, што је 27 (-5,0%) становника мање него 2000. године.
| Група             | 2000.       | 2010.       |
| Белци             | 527 (97,1%) | 495 (95,9%) |
| Афроамериканци    | 1 (0,2%)    | 0 (0,0%)    |
| Азијати           | 2 (0,4%)    | 3 (0,6%)    |
| Хиспаноамериканци | 4 (0,7%)    | 3 (0,6%)    |
| Укупно            | 543         | 516         |